# Anna Luise Föhse

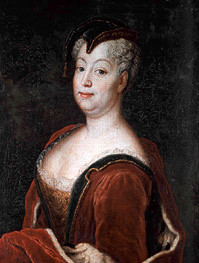
Anna Luise, Fürstin von Anhalt, geb. Föhse

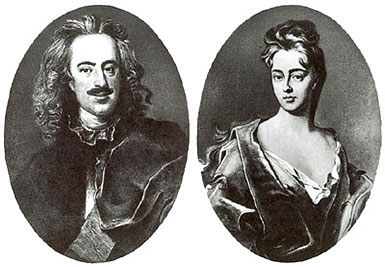
Leopold I. und Anna Luise Föhse

Anna Luise Marie (auch: Anneliese) Föhse (* 22. März 1677 in Dessau; † 5. Februar 1745) war die Ehefrau Leopolds I. von Anhalt-Dessau und nachdem sie vom Kaiser die Ebenbürtigkeit erhalten hatte, als solche auch Fürstin von Anhalt-Dessau.

## Leben
Anna Luise Föhse war die Tochter des Dessauer Hofapothekers Rudolf Föhse (1646–1693) und seiner Ehefrau Agnes Ohme (1645–1707). Leopold I. heiratete seine Jugendliebe 1698 kurz nach der Regierungsübernahme. Seine Mutter Fürstin Henriette Catharina von Nassau-Oranien und der Brautvater Föhse hatten die Eheschließung bis dahin verhindert, weil sie nicht ebenbürtig war und Kinder aus morganatischen Ehen nach Reichsrecht nicht thronfolgeberechtigt für die vom Kaiser ausgehenden reichsfürstlichen Landeslehen waren. 
Nach Zahlung von 92.000 Talern in die kaiserliche Schatulle wurde Anna Luise drei Jahre später von Kaiser Leopold I. zur Reichsfürstin von Anhalt erhoben, erhielt damit die Ebenbürtigkeit zugesprochen und die Sukzessionsrechte der gemeinsamen Kinder wurden anerkannt, ähnlich wie im Welfenhaus bereits eine Generation zuvor bei Eleonore d’Olbreuse. Fürstin Anna Luise agierte als Regentin, wenn ihr Mann auf Feldzügen war: In den folgenden Jahren sollte er sich nur zeitweise in Dessau aufhalten.
Anna Luise verstand sich später ausgezeichnet mit ihrer Schwiegermutter und der preußischen königlichen Familie. Ihr Werdegang war Gegenstand der Klatschpresse, und es wurden mehrere Theaterstücke über ihr Leben verfasst.

## Kinder
1. Wilhelm Gustav (1699–1737)
2. Leopold Maximilian (1700–1751), preußischer Generalfeldmarschall
3. Dietrich (1702–1769), preußischer Generalfeldmarschall
4. Friedrich Heinrich (1705–1781), sächsischer Generalfeldmarschall
5. Henriette Marie Luise (1707–1707)
6. Luise (1709–1732)
7. Moritz (1712–1760), preußischer Generalfeldmarschall
8. Anna Wilhelmine (1715–1780)
9. Leopoldine Marie (1716–1782) – verheiratet mit Friedrich Heinrich von Brandenburg-Schwedt (1709–1788)
10. Henriette Amalie (1720–1793)

## Nachhall in der Kunst
- Richard Kessler: Anneliese von Dessau oder Der junge Dessauer, Opernlibretto.
- Hermann Hersch: Die Anna Liese, Lustspiel